# アッチェーリオ
アッチェーリオ（イタリア語: Acceglio）は、イタリア共和国ピエモンテ州クーネオ県にある、人口約200人の基礎自治体（コムーネ）。

## 地理

### 位置・広がり

#### 隣接コムーネ
隣接するコムーネ（およびフランスのコミューン）は以下の通り。括弧内のFR-04はフランスのアルプ＝ド＝オート＝プロヴァンス県（プロヴァンス＝アルプ＝コート・ダジュール地域圏）所属を示す。
- アルジェンテーラ
- ベッリーノ
- カノージオ
- Larche (FR-04)
- Meyronnes (FR-04)
- プラッツォ
- Saint-Paul-sur-Ubaye (FR-04)

## 行政

### 分離集落
アッチェーリオには、以下の分離集落（フラツィオーネ）がある。
- Bargia, Chialvetta, Chiappera, Colombata, Frere, Gheit, Lausetto, Ponte Maira, Pratorotondo, Saretto, Villaro, Viviere